# Dasyatis ushiei
Dasyatis ushiei és una espècie de peix de la família dels dasiàtids i de l'ordre dels myliobatiformes.

## Morfologia
- Els mascles poden assolir 202 cm de longitud total.[4][5]

## Reproducció
És ovovivípar.

## Hàbitat
És un peix marí, de clima temperat i demersal.

## Distribució geogràfica
Es troba a l'oceà Pacífic nord-occidental: des del nord del Japó fins al mar de la Xina Oriental.

## Observacions
És inofensiu per als humans.